# Проксима Центавра b
Проксима Центавра b (також відома як Проксима b) — екзопланета в системі червоного карлика Проксима Центавра, найближчої до Сонця зорі. Розташована на відстані близько 4,25 світлових років (1,3 парсеків або 40 трлн км) від Землі, у сузір'ї Центавра.
За оцінками дослідників, планета перебуває в такій зоні навколо зорі, що придатна для існування життя.

## Історія відкриття
Попередні дослідження натякали на існування планети навколо Проксими Центавра. Планету відкрили методом Доплера (за змінами променевої швидкості). Справа в тому, що не тільки зоря впливає на рух планет її системи, але й планети змінюють рух своєї зорі. Рух зорі та планети навколо спільного центру мас призводить до невеликих змін радіальної швидкості зорі: планета ніби погойдує зорю. Спектр зорі зазнає зсуву і такі зміни реєструють за допомогою спектрографа. Починаючи з 2000 року, науковці на чолі з Гіллемом Анґлада-Ескуде (університет королеви Марії в Лондоні) спостерігали за допомогою спектрографа за зсувами у спектрі зорі. Вимірювання показали, що зміни відбуваються з періодом 11,2 доби. Але астрономи тоді ще не могли визначити, чи сигнал був зумовлений екзопланетою, що обертається навколо зорі, чи якоюсь іншою причиною.
У січні 2016 року Анґлада-Ескуде та його колеґи розпочали кампанію, яка мала підтвердити або спростувати існування екзопланети навколо Проксими. Європейська південна обсерваторія задовольнила їх запит і на період з 19 січня до 31 березня надала один зі своїх телескопів для щоденних 20-хвилинних спостережень за зорею. Дані збирали спектрографами HARPS і UVES за допомогою методу Доплера. Лише 10 днів цих спостережень вистачило, щоби переконатись, що планета справді існує.
Перше повідомлення про відкриття з'явилося в журналі «Der Spiegel» 12 серпня 2016 року. 24 серпня інформацію підтвердили співробітники Європейської південної обсерваторії.
У 2019 році, в Австралії зафіксували радіосигнал, не характерний для космосу, який пов'язали із можливим походженням з екзопланети.

## Фізичні характеристики

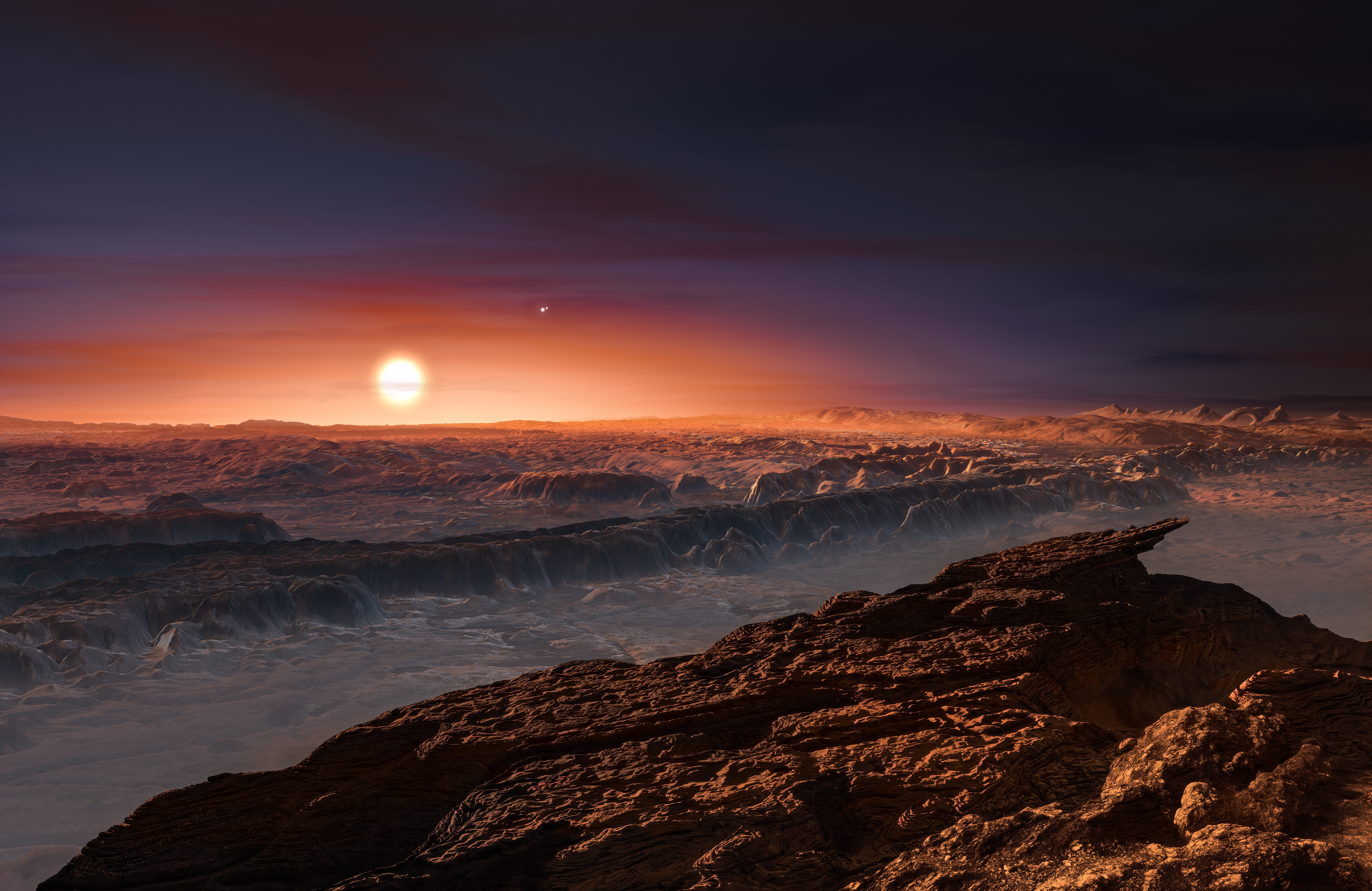
Поверхня Проксими Центавра b — в уяві художника Мартіна Корнмессера.

Екзопланета щонайменше в 1,27 рази масивніша за Землю. Період обертання навколо зорі — 11,2 днів.
Найімовірніше, екзопланета перебуває у припливному захопленні зі своєю зорею, тому завжди обернена до неї одним боком.
Відстань планети до своєї зорі (радіус орбіти) становить близько 0,05 астрономічних одиниць (7,5 млн км). Це лише 5 % відстані між Землею та Сонцем, але оскільки випромінювання червоного карлика значно слабше, ніж випромінювання Сонця, Проксима b перебуває у зоні, придатній для життя.
Рівноважна температура на Проксимі b оцінена як така, що дозволяє воді на поверхні планети існувати в рідкому стані.

## Перспективи дослідження
Перший шанс людства дослідити цю планету (як частину сузір'я Центавра) може дати ініціатива Breakthrough Starshot, у межах якої у найближчі десятиліття заплановано створити флот невеликих космічних зондів, які рухатимуться за лазерним променем. Рухаючись зі швидкістю приблизно 20 % від швидкості світла, за 20 років вони здолають відстань від Землі до Проксими Центавра, що становить 1,3 парсека.